# Pippo Franco
Pippo Franco, pseudonimo di Francesco Pippo (Roma, 2 settembre 1940), è un attore, cantante, comico, conduttore televisivo, sceneggiatore, commediografo e regista teatrale italiano.
Pippo Franco è un rappresentante della commedia all'italiana, ed è fin dagli anni settanta uno dei principali cabarettisti e conduttori della televisione italiana. Ha fatto parte della storica compagnia di varietà Il Bagaglino, presentando tutti i suoi spettacoli televisivi e teatrali. 
Il suo pseudonimo deriva semplicemente dal suo cognome, Pippo, anteposto a un diminutivo del suo nome di battesimo Francesco, ovvero Franco; non è il primo comico a utilizzare tale nome d'arte, in quanto già negli anni venti un attore di varietà, Giuseppe Stagnitti, aveva raggiunto la notorietà facendosi chiamare proprio Pippo Franco.

## Biografia

### Famiglia e studi
Nasce a Roma il 2 settembre 1940, ma ha origini irpine e marchigiane: il padre, Felice Pippo, era infatti di Villanova del Battista, mentre la madre, Wanda Grassetti, era originaria di Fano.
Conosce il padre solo all'età di sei anni, in quanto Felice Pippo aveva partecipato alla seconda guerra mondiale ed era stato fatto prigioniero dai britannici. Pochi mesi dopo il suo ritorno dalla prigionia, il padre muore. Da bambino Franco studia in collegio. In seguito frequenta il liceo artistico in via di Ripetta. Tra i suoi insegnanti si annoverano Renato Guttuso e Giulio Turcato, che favoriscono in lui la passione per la pittura.
Successivamente fa il disegnatore di fumetti, lavorando anche per Fratelli Spada Editori. Quindi incomincia la carriera da musicista. Pippo Franco si sposa con l'attrice Laura Troschel e i due hanno un figlio, Simone. Dopo il divorzio nel 1994, sposa Piera Bassino, attrice di teatro, dalla quale ha altri due figli.
Dopo la chiusura del programma televisivo con la compagnia de Il Bagaglino nel 2011, ha iniziato a collaborare con una delle veggenti di Međugorje, Marija Pavlović.

### Musica

Mina con I Pinguini nel 1960 in una scena del film Appuntamento a Ischia; a sinistra, alla chitarra, Pippo Franco

Esordisce come cantante e chitarrista in piccoli complessi alla fine degli anni cinquanta, scrivendo canzoni dai testi comico-demenziali, come Quel vagone per Frosinone, Cesso, Ninna nanna. Incidendo in tutta la sua carriera venti 45 giri.
Con il gruppo I Pinguini (formato, oltre che da lui, da Cristiano Metz, Pino Pugliese, Giancarlo Impiglia, Armando Mancini e Aldo Perricone) fa il suo esordio nel 1960 nel musicarello di Mario Mattoli Appuntamento a Ischia, accompagnando Mina nell'esecuzione delle canzoni La nonna Magdalena, Il cielo in una stanza e Una zebra a pois e, in un'altra scena, uno strip-tease in un night.
Nel 1967 ottiene un discreto successo con il singolo Vedendo una foto di Bob Dylan, che ironizza sul divario tra i seguaci della musica beat e i loro genitori. Come cantante incide oltre una decina di album, tra cui: Cara Kiri (1971), Bededè (1975), Pippo franco al cabaret (1977), Praticamente, no? (1978), Nasone disco show e Vietato ai minori (1981). Tra i brani più famosi Cesso, parodia delle canzoni d'amore giocata su terminologie scatologiche in forma di calembour («Cesso d'amarti questa sera»).
Partecipa al Cantagiro 1969, con La licantropia.
Si dedica successivamente a incidere dischi destinati al pubblico infantile che ottennero grande successo, tra cui le sigle per alcuni programmi abbinati alla Lotteria Italia, come Isotta (1977) e Pepè (1986).
Tra i primi posti nelle hit parade vi sono singoli legati alla sua partecipazione come ospite d'onore al Festival di Sanremo: Mi scappa la pipì papà (1979), La puntura (1980), Che fico (1982, sigla televisiva del Festival), Chì chì chì cò cò cò (1983, brano scritto sulla base musicale di Kirie kirio del gruppo angolano Black Blood di Steve Banda Kalenga, senza però citare in SIAE gli autori del brano originale), Pinocchio chiò (1984).
Un'altra sua sigla televisiva, intitolata Dai lupone dai, chiudeva il programma Buonasera con... Alberto Lupo.
Presenta una sua canzone al Festival di Sanremo 2008, venendo però escluso dalla commissione giudicatrice.
Nel 2017 propone in versione indie pop Che fico, le persone che compaiono nel videoclip di accompagnamento al brano sono fan del comico scelti tramite i social network.
Nel 2018 è nel cast del videoclip musicale del cantautore Marco Santilli dal titolo Portami via da me, insieme alla showgirl Mercédesz Henger.

### Cinema

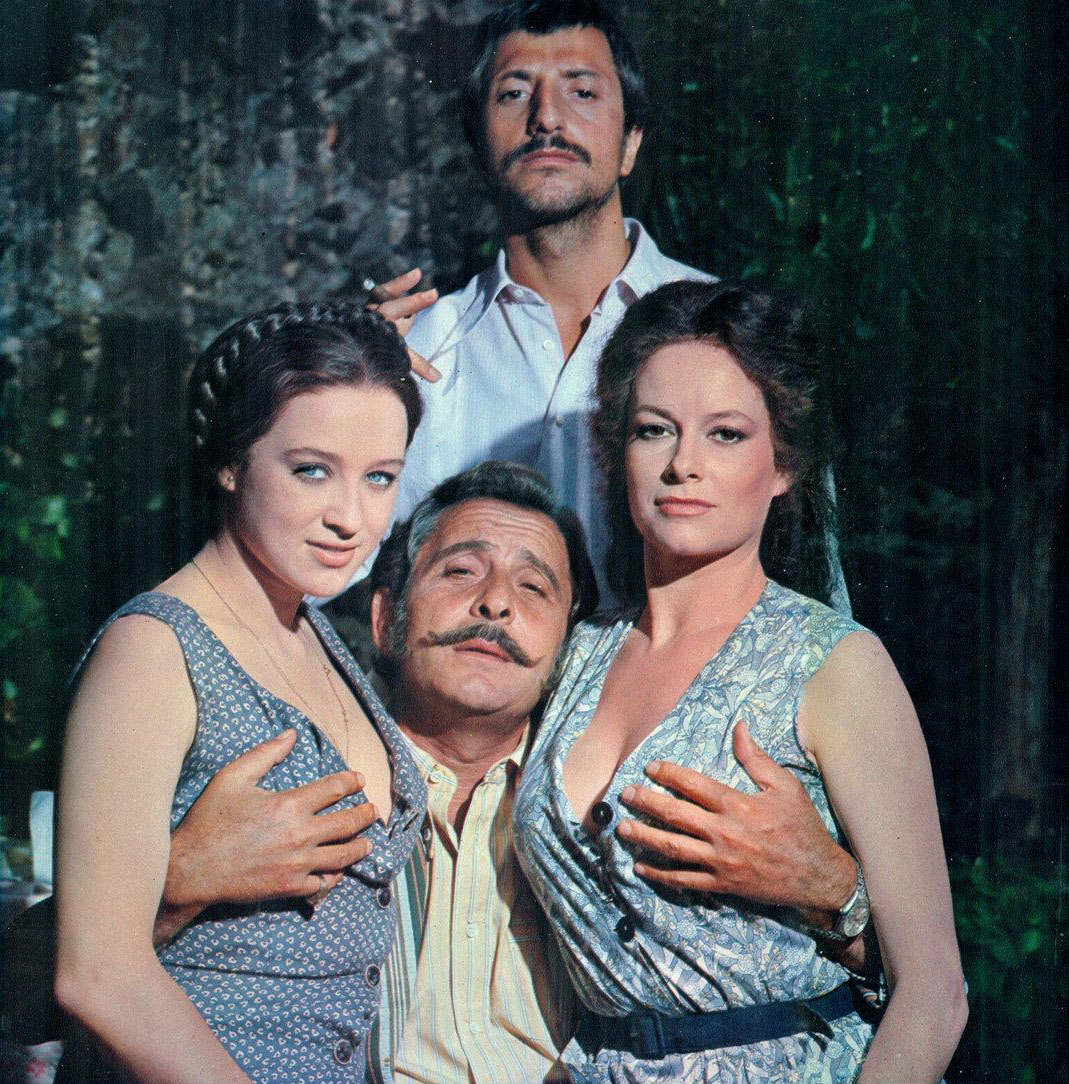
Dall'alto, in senso orario: Pippo Franco, Luciana Paluzzi, Domenico Modugno ed Eleonora Giorgi sul set de La sbandata (1974) di Salvatore Samperi (non accreditato) e Alfredo Malfatti

Negli anni settanta e ottanta Pippo Franco prende parte a numerosi film della commedia all'italiana, diretto da registi, come Luciano Salce, Aldo Grimaldi, Franco Prosperi, Sergio Martino, Luigi Magni, Salvatore Samperi, Pier Francesco Pingitore, Mariano Laurenti e Bruno Corbucci, diventando un'icona del cinema di genere legato alla commedia erotica all'italiana in film di culto, quali Quel gran pezzo dell'Ubalda tutta nuda e tutta calda e Giovannona Coscialunga disonorata con onore.
Appare anche in Che cosa è successo tra mio padre e tua madre? (1972) di Billy Wilder, a fianco di Jack Lemmon e Juliet Mills.
Nel 1974 interpreta un ruolo drammatico in La via dei babbuini di Luigi Magni, al fianco di Catherine Spaak. Nel 1981 dirige se stesso in La gatta da pelare, di cui scrive anche sceneggiatura e musiche.

### Televisione
Del 1971 è l'esordio in televisione con Riuscirà il cav. papà Ubu?, con la regia di Vito Molinari e Beppe Recchia. Successivamente è protagonista del varietà Dove sta Zazà, con Gabriella Ferri (1973) e Mazzabubù del 1975.
Nel 1977 è nel programma Bambole, non c'è una lira, dove veniva riproposto in TV il mondo dell'avanspettacolo, con un cast formato da Isabella Biagini, Christian De Sica, Loredana Bertè, Leopoldo Mastelloni, Gianrico Tedeschi e Gianni Agus.
La carriera televisiva di Pippo Franco è legata soprattutto agli spettacoli della compagnia de Il Bagaglino. All'inizio, la protagonista era Gabriella Ferri, ma nel 1978 si ebbe un cambiamento: protagonista diventò il comico. Lo spettacolo si intitolava Il ribaltone, affiancato da Loretta Goggi, Daniela Goggi e Oreste Lionello, per la regia di Antonello Falqui. Il programma si guadagnò il "premio Rosa d'argento" al Montreux Jazz Festival.
Meno apprezzata da pubblico e critica è stata la trasmissione dell'anno seguente C'era una volta Roma, nonostante le primedonne fossero cinque, fra cui Laura Troschel, a quel tempo moglie di Franco.
Nel 1980 ha condotto la trasmissione del sabato sera abbinata alla Lotteria Italia Scacco matto, con Laura Troschel e Claudio Cecchetto. Sia la sigla iniziale Scacco matto, sia quella finale Prendi la fortuna per la coda, erano cantate dalla coppia, e incise anche Mandami una cartolina, brano che fungeva da sigla per il segmento dedicato al concorso della Lotteria. Il programma non ottenne lo stesso riscontro di Fantastico, andato in onda l'anno precedente, anche a causa del fatto che fu trasmesso nei drammatici giorni del terremoto dell'Irpinia.
Nel 1985 ha condotto su Rai 2 Il tastomatto, varietà di Enzo Trapani in cui cantava anche la sigla Fuffi Fuffi, che vedeva l'esordio de Il Trio e di una giovane e allora sconosciuta Lorella Cuccarini.
Nella stagione televisiva 1987-1988 conduce la prima edizione di Big!, contenitore pomeridiano per ragazzi di Rai 1, con Piero Chiambretti, Daniela Goggi, Gianfranco Scancarello e Riccardo Marassi, per il quale incide anche la sigla iniziale e finale, Big! e Io c'ho una fame che non ci vedo, rimaste inedite su supporto discografico.
Dal 1987 è tornato a lavorare con la compagnia de Il Bagaglino nei vari spettacoli che si sono susseguiti negli anni, ambientati prevalentemente al Salone Margherita di Roma e trasmessi inizialmente dalla Rai, come Per chi suona la campanella, Biberon, Crème caramel, Saluti e baci e Bucce di banana e dal 1994 al 2009 da Mediaset, come Avanti un altro, Champagne, Rose rosse e molti altri, dove, sempre per la regia di Pier Francesco Pingitore, gira anche diverse fiction.
Nell'estate del 1991 ha condotto su Rai 2 la seconda edizione di Stasera mi butto, varietà incentrato sulla ricerca di nuovi imitatori, affiancato da Heather Parisi, che fu vinta da Giorgio Panariello e vide tra gli altri la partecipazione di Max Giusti e nello stesso anno gira la sitcom Senator, per la regia di Gianfrancesco Lazotti.
Dal 1992 al 1995 ha condotto le prime tre edizioni di La sai l'ultima?, spettacolo prima estivo e poi autunnale incentrato sulle barzellette. Nel 1998 la Rai gli affida il programma culinario in prima serata Il Paese delle meraviglie, in coppia con Melba Ruffo e l'anno successivo Festa di classe su Rai 2.
Nel 2002 vince il "Delfino d'oro" alla carriera al Festival nazionale adriatica cabaret.

### Teatro
In teatro è stato tra gli interpreti nel 1967 della commedia musicale di Garinei e Giovannini Viola, violino e viola d'amore, con Enrico Maria Salerno e le Gemelle Kessler. È stato protagonista inoltre di commedie di grande successo di pubblico, come Belli si nasce, Il naso fuori casa ed È stato un piacere, tutte scritte e interpretate assieme a Giancarlo Magalli.
Molteplici gli spettacoli teatrali che lo hanno visto attore, autore e spesso anche regista: nella stagione 2002-2003 Che rimanga tra noi, I miei primi 42 anni (2004-2005), Tutto in un momento (2006-2007), Il marchese del Grillo (dal 2008 al 2012), Bambole, non c'è un euro (2011-2012), Il segreto di Mastro Titta (2013-2014), Svalutescion (dal 2015 al 2017).

### Libri
Nel 1981 pubblica Il matto in casa, edito dalla Editoriale Due I.
Nel 2001 pubblica Pensieri per vivere. Itinerario di evoluzione interiore e insieme al professore Antonio Di Stefano ha pubblicato alcune raccolte di strafalcioni, cognomi, insegne e annunci bizzarri come Non prenda niente tre volte al giorno (2002) e Qui chiavi subito (2006), entrambi per Mondadori.
Del 2012 è invece La morte non esiste. La mia vita oltre i confini della vita, per Edizioni Piemme, scritto con la collaborazione di Rita Coruzzi, che testimonia il suo lungo percorso di fede.

### Politica
Politicamente schierato su posizioni di centro-destra, in vista delle elezioni politiche del 2006 si candida con la Casa delle Libertà per il Senato della Repubblica nella lista della Democrazia Cristiana per le Autonomie come capolista nella Circoscrizione Lazio: la lista, nonostante il sostegno pubblicamente dichiarato di Giulio Andreotti, ottenne nella Regione Lazio solo lo 0,7%, pertanto l'artista non venne eletto. Testimonial ufficiale dell'associazione di volontariato City Angels dal 2009, Franco ottenne 205 voti alle primarie interne di Fratelli d'Italia per l'elezione del sindaco di Roma del 2013. In occasione delle elezioni amministrative del 2021 si è candidato al consiglio comunale di Roma nella lista civica del candidato sindaco di centro-destra Enrico Michetti e ha raccolto 81 preferenze, le quali non gli hanno consentito di essere eletto.

## Filmografia

### Cinema

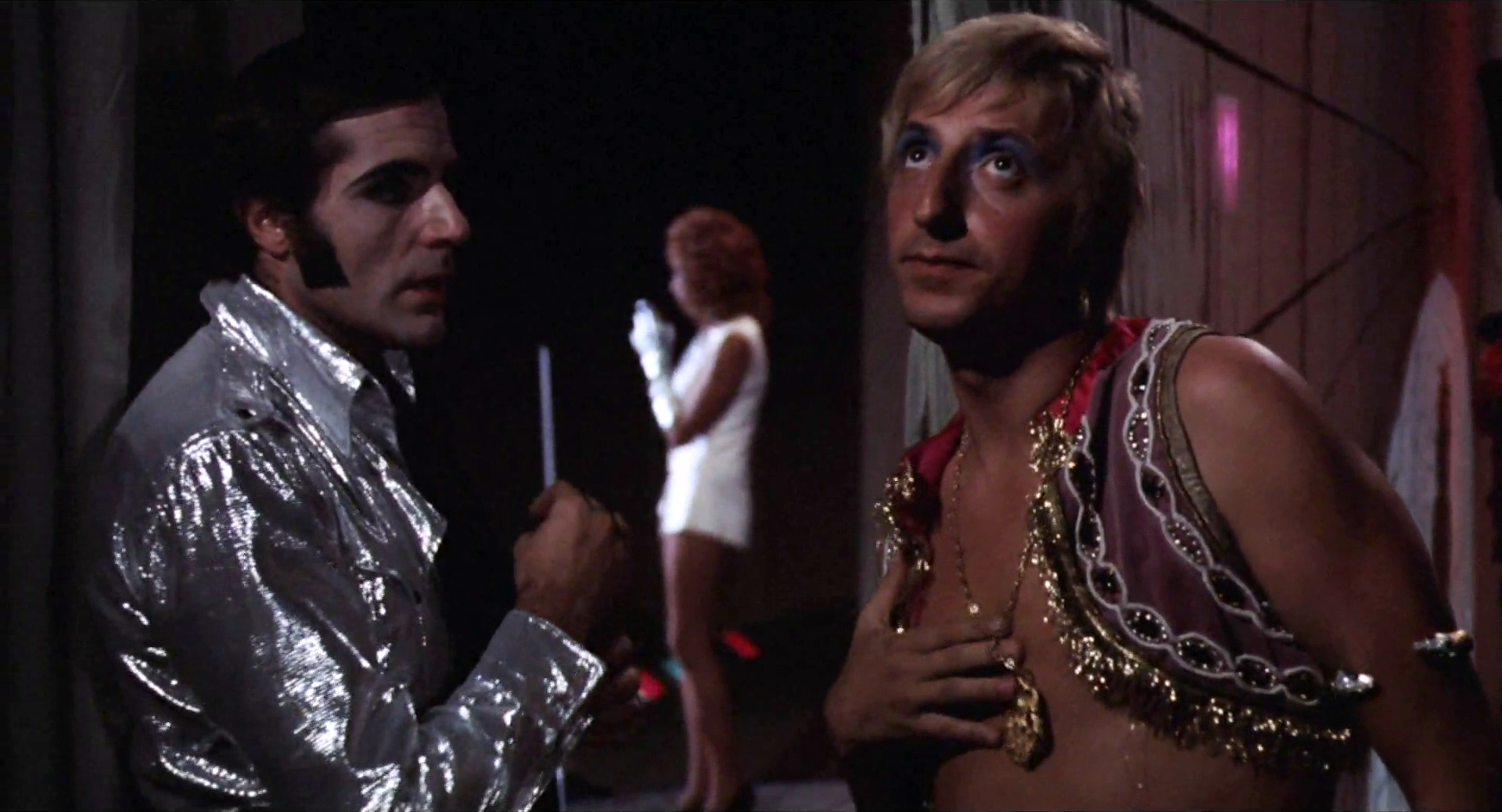
Carlo Giuffré e Pippo Franco in Basta guardarla (1970) di Luciano Salce

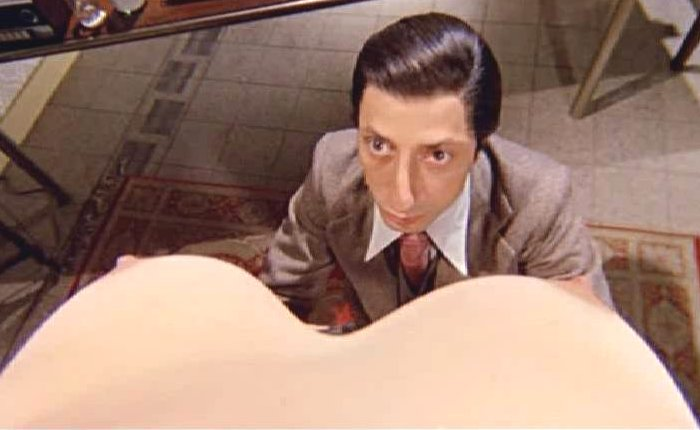
Pippo Franco in Giovannona Coscialunga disonorata con onore (1973) di Sergio Martino

Pippo Franco in Nerone (1977) di Mario Castellacci e Pier Francesco Pingitore

Bombolo e Pippo Franco in Scherzi da prete (1978) di Pier Francesco Pingitore

Pippo Franco in Sfrattato cerca casa equo canone (1983) di Pier Francesco Pingitore

- Appuntamento a Ischia, regia di Mario Mattoli (1960)
- Notti nude, regia di Ettore Fecchi (1963)
- Chimera, regia di Ettore Maria Fizzarotti (1968)
- L'odio è il mio Dio di Claudio Gora (1969)
- Zingara, regia di Mariano Laurenti (1969)
- Nell'anno del Signore,[23] regia di Luigi Magni (1969)
- Il giovane normale, regia di Dino Risi (1969)
- Pensiero d'amore, regia di Mario Amendola (1969)
- Il debito coniugale, regia di Franco Prosperi (1970)
- W le donne, regia di Aldo Grimaldi (1970)
- Basta guardarla, regia di Luciano Salce (1970)
- Mazzabubù... Quante corna stanno quaggiù?, regia di Mariano Laurenti (1971)
- Boccaccio, regia di Bruno Corbucci (1972)
- Quel gran pezzo dell'Ubalda tutta nuda e tutta calda, regia di Mariano Laurenti (1972)
- Che cosa è successo tra mio padre e tua madre? (Avanti!), regia di Billy Wilder (1972)
- Giovannona Coscialunga disonorata con onore, regia di Sergio Martino (1973)
- Rugantino, regia di Pasquale Festa Campanile (1973)
- Patroclooo!... e il soldato Camillone, grande grosso e frescone, regia di Mariano Laurenti (1973)
- Furto di sera bel colpo si spera, regia di Mariano Laurenti (1974)
- La via dei babbuini, regia di Luigi Magni (1974)
- La sbandata, regia di Alfredo Malfatti e Salvatore Samperi (1974)
- Remo e Romolo - Storia di due figli di una lupa, regia di Mario Castellacci e Pier Francesco Pingitore (1976)
- Nerone, regia di Mario Castellacci e Pier Francesco Pingitore (1976)
- Hanno ucciso un altro bandito, regia di Guglielmo Garroni (1976)
- L'inquilina del piano di sopra, regia di Ferdinando Baldi (1977)
- I nuovi mostri, regia di Ettore Scola, episodio Cittadino esemplare (1977)
- Scherzi da prete, regia di Pier Francesco Pingitore (1978)
- Tutti a squola, regia di Pier Francesco Pingitore (1979)
- L'imbranato, regia di Pier Francesco Pingitore (1979)
- Ciao marziano, regia di Pier Francesco Pingitore (1980)
- Zucchero, miele e peperoncino, regia di Sergio Martino (1980)
- Arrivano i bersaglieri, regia di Luigi Magni (1980)
- Il casinista, regia di Pier Francesco Pingitore (1980)
- Il ficcanaso, regia di Bruno Corbucci (1980)
- La gatta da pelare, regia di Pippo Franco (1981)
- Ricchi, ricchissimi... praticamente in mutande, regia di Sergio Martino (1982)
- Attenti a quei P2, regia di Pier Francesco Pingitore (1982)
- Il tifoso, l'arbitro e il calciatore, regia di Pier Francesco Pingitore (1982)
- Sfrattato cerca casa equo canone, regia di Pier Francesco Pingitore (1983)
- "FF.SS." - Cioè: "...che mi hai portato a fare sopra a Posillipo se non mi vuoi più bene?", regia di Renzo Arbore (1983)
- Due strani papà, regia di Mariano Laurenti (1984)
- Gole ruggenti, regia di Pier Francesco Pingitore (1992)
- Tiramisù, regia di Fabio De Luigi (2016)
- Italian Business, regia di Mario Chiavalin (2017)
- Nemici, regia di Milo Vallone (2020)
- Una famiglia mostruosa, regia di Volfango De Biasi (2021)
- Il bar del cult, regia di Mirko Zullo – docufilm (2025)

### Televisione
- Riuscirà il cav. papà Ubu?, regia di Vito Molinari e Beppe Recchia – miniserie TV (1971)
- Racconti di fantascienza, regia di Alessandro Blasetti – miniserie TV, episodio L'assassino (1979)
- Senator, regia di Gianfrancesco Lazotti – serie TV (1992)
- Ladri si nasce, regia di Pier Francesco Pingitore – film TV (1997)
- Ladri si diventa, regia di Pier Francesco Pingitore – film TV (1998)
- Tre stelle, regia di Pier Francesco Pingitore – miniserie TV (1999)
- La casa delle beffe, regia di Pier Francesco Pingitore – miniserie TV (2000)
- Di che peccato sei?, regia di Pier Francesco Pingitore – film TV (2007)

## Teatro
- Viola violino e viola d'amore di Garinei e Giovannini (1967)
- C'è da divertirsi, come disse Freud, produzione Stefano Baldrini (1999)
- Che rimanga tra noi, produzione Stefano Baldrini (2000-2001)
- Tutto in un momento, produzione Stefano Baldrini (2002-2003)
- I miei primi 42 anni, produzione Stefano Baldrini (2004-2005)
- Non prenda niente tre volte al giorno, produzione Stefano Baldrini (2006-2007)
- Il Marchese del Grillo, produzione Stefano Baldrini (2008-2013)
- Svalutescion, produzione Stefano Baldrini (2012-2019)
- Il segreto di Mastro Titta, produzione Stefano Baldrini-Galpi srl (2013)
- Pippo Franco Show, con Melos Orchestra, produzione Francesco Serio per CDB (2015)
- Non ci resta che ridere, con Pippo Franco, produzione Francesco Serio per CDB (2016)
- Brancaleone e la sua armata, produzione Stefano Baldrini (2016-2017)

## Programmi televisivi

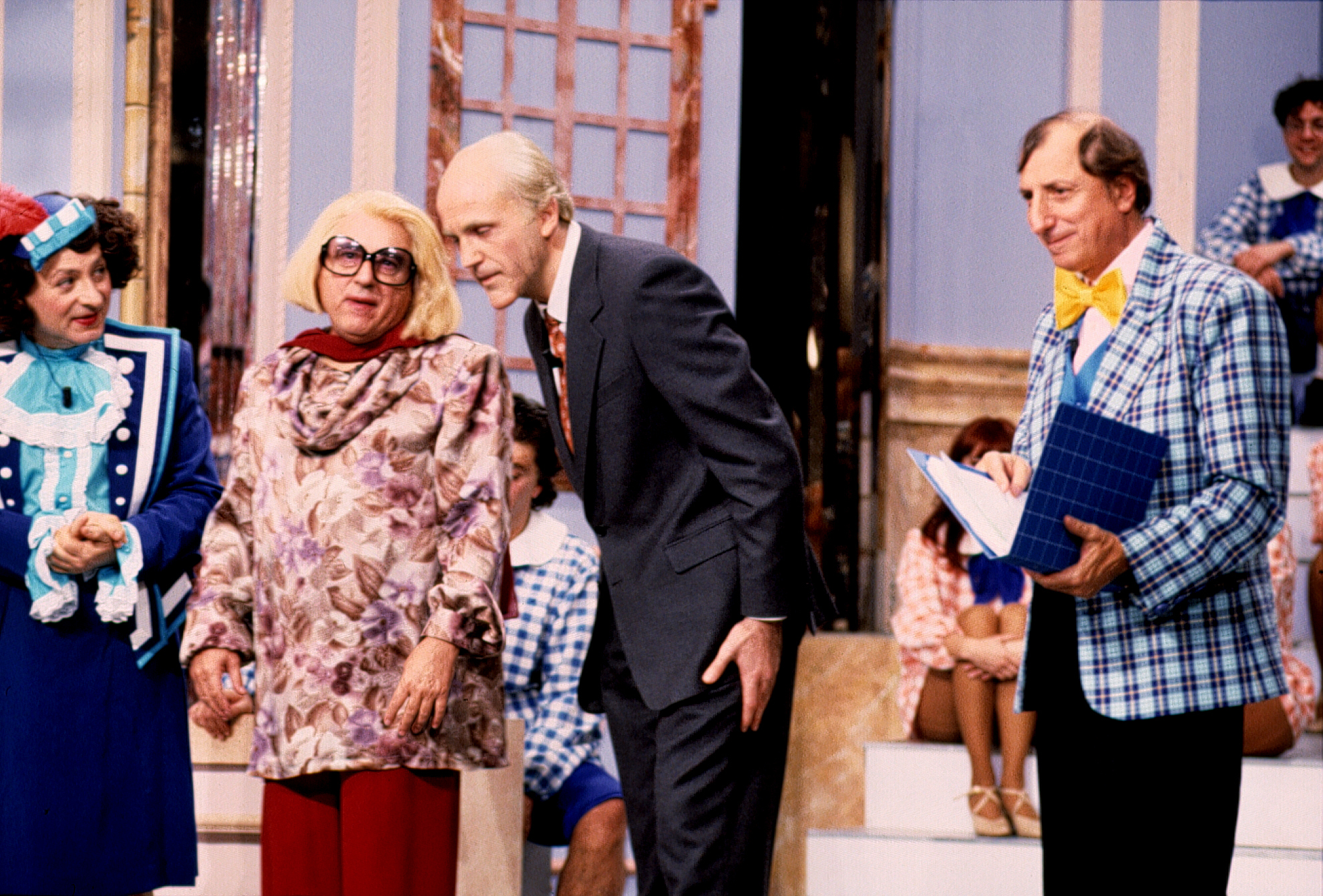
Leo Gullotta, Oreste Lionello, Carlo Frisi e Pippo Franco nel programma Bucce di banana (1994)

- Studio vuoto (Programma Nazionale, 1971)
- Dove sta Zazà (Programma Nazionale, 1973)
- Ciao Willy (Programma Nazionale, 1974)
- Tanto piacere (Programma Nazionale, 1975)
- Mazzabubù (Programma Nazionale, 1975)
- Saint Vincent estate (Rete 1, 1976-1977-1978)
- Pippo Franco al cabaret (Rete 1, 1977)
- Bambole, non c'è una lira (Rete 1, 1977)
- Il ribaltone (Rete 1, 1978)
- C'era una volta Roma, regia di Pier Francesco Pingitore (Rete 2, 1979)
- Giochiamo al varieté (Rete 1, 1980)
- Scacco matto (Rete 1, 1980)
- Il tastomatto (Rai 2, 1985)
- Per chi suona la campanella (Rai 2, 1987)
- Big! (Rai 1, 1987-1988)
- Biberon (Rai 1, 1987-1990)
- Crème caramel (Rai 1, 1990-1992)
- Stasera mi butto (Rai 2, 1991)
- La sai l'ultima? (Canale 5, 1992-1995)
- Saluti e baci (Rai 1, 1992-1993)
- Bucce di banana (Rai 1, 1993-1994)
- Bucce di banana di fine anno 1993 (Rai 1, 1993-1994)
- Avanti un altro (Canale 5, 1994)
- Champagne (Canale 5, 1995)
- Rose rosse (Canale 5, 1996)
- Sotto a chi tocca (Canale 5, 1996-1997)
- Viva l'Italia (Canale 5, 1997)
- Viva le italiane (Canale 5, 1997)
- Il paese delle meraviglie (Rai 1, 1998)
- Gran caffè (Canale 5, 1998)
- Festa di classe (Rai 2, 1999)
- Il ribaldone (Canale 5, 1999)
- BuFFFoni (Canale 5, 2000)
- Saloon (Canale 5, 2001)
- Marameo (Canale 5, 2002)
- Miconsenta (Canale 5, 2003)
- La sai l'ultimissima? (Canale 5, 2003)
- Barbecue (Canale 5, 2004)
- Arrivano i Nostri (Canale 5, 2004)
- Tele fai da te (Canale 5, 2005)
- Torte in faccia (Canale 5, 2005-2006)
- E io pago... (Canale 5, 2007)
- Gabbia di Matti (Canale 5, 2008)
- Vieni avanti cretino (Rete 4, 2008)
- Bellissima - Cabaret anticrisi (Canale 5, 2009)
- Techetechete' (Rai 1, 2015) – puntata Puntata 14
- Name That Tune - Indovina la canzone (TV8, 2020)

## Programmi radiofonici
- Praticamente, no? (1978)

## Discografia

### Discografia italiana

#### Album in studio
- 1968 – I personaggi di Pippo Franco (ARC, ALP 1008)
- 1971 – Cara Kiri (Dischi Ricordi, SMRL 6085, e Cinevox, ORL 8053)
- 1976 – Bededè (Cinevox, SC33/22)
- 1977 – Pippo Franco al cabaret (Cinevox, SC33/32)
- 1977 – Il bello e la bestia (Cinevox, SC 33.34, con Laura Troschel)
- 1978 – Praticamente no (Cinevox, ORL8301)
- 1979 – C'era una volta Roma (Cinevox, CAB2005, con Laura Troschel)
- 1981 – Vietato ai minori ed anche ai maggiori (Lupus, LULP 14905)
- 1981 – Nasone disco show (Lupus, ORL 8465)
- 1982 – Che Fico! (Lupus, LULP 14908)

#### Raccolte
- 1983 – Super Pippo Franco Bambini (WEA, EAN 0008696)
- 1984 – Pippomix (Dischi Ricordi, TSMRL6319
- 2016 – Super Pippo Franco (Siglandia, SGL 2CD 009)

#### Partecipazioni
- 1969 – L'odio è il mio Dio (CAM, MAG 10.022; Pippo Franco canta il brano L'americana)

#### Singoli
- 1967 – Vedendo una foto di Bob Dylan/Mister Custer (Arc, AN 4111)
- 1969 – La licantropia/Qualsiasi cosa faccio (Dischi Ricordi, SRL 10557)
- 1976 – Praticamente no/I scherzi stupidi (Cinevox, SC 1086)
- 1977 – Isotta/Ninna nanna nonna (Cinevox, SC 1103)
- 1978 – Di questo bel terzetto/Pippo nonna (Cinevox, SC 1116)
- 1979 – Mi scappa la pipì, papà/Dai, compra (Cinevox, SC 1124)
- 1979 – Tu per me sei come Roma/La fornarina (Cinevox, SC 1135)
- 1979 – Dai lupone dai/La gente mi vuole male (Cinevox, SC 1141)
- 1979 – Ammazza quant è bra'/Andiamocene a casa (Lupus, LUN 4902)
- 1980 – La puntura/Sono Pippo col naso (Lupus, LUN 4906)
- 1980 – Prendi la fortuna per la coda/Aria di festa (Lupus, LUN 4912)
- 1980 – Mandami una cartolina/Lezione di inglese (Lupus, LUN 4914)
- 1982 – Che fico!/Ma guarda un po'! [(Lupus, LUN 4926)
- 1983 – Chì chì chì cò cò cò/Caaasa (Lupus, LUN 4943)
- 1983 – Chì chì chì cò cò cò (Rap Version)/Chì chì chì cò cò cò (Instrumental) (Lupus, LUX 10001)
- 1984 – Pinocchio chiò/La pantofola (Dischi Ricordi, SRL 11000)
- 1986 – Pepè/Pollice (Cinevox, SC 1194)
- 1988 – Il ballo marocchino/Il ballo marocchino (strumentale) (Five Record, FM 13206)
- 1990 – Due risate/Biberon (LGO Music, N-012190)
- 2017 – #CheFico

### Collaborazioni
- 1977 – Quanto sei bella Roma (Canta se la vuoi cantar)/L'autostop (Cinevox, SC 1099)
- 1980 – Scacco matto/La sua mano (CBS, 9094)

#### Partecipazioni
- 1981 – AA.VV. Solo Per La Vostra Antenna!! (Lupus, LULP 14906)
- 1987 – AA.VV. Una serata al cabaret (Spinnaker)

### Discografia fuori dall'Italia

#### Singoli
Spagna
- 1979 – Me hago la pipì, papà (Hispavox, 549 001)
- 1983 – Chì chì chì cò cò cò' (Hispavox, 549 033)

Germania
- 1979 – Mi scappa la pipì, papà/Dai, compra (Decca, 6.12491 AC)
- 1983 – Chì chì chì cò cò cò/Caaasa (Ariola, 105 352)

Grecia
- 1983 – Chì chì chì cò cò cò/Caaasa (Music-Box, SMB 10130)

Francia
- 1983 – Chì chì chì cò cò cò

## Opere
- Il matto in casa, Editoriale Due I, 1981.
- Evoluzione interiore. Il primo passo, Roma, Edizioni Mediterranee, 1997.
- Pensieri per vivere. Itinerario di evoluzione interiore, Roma, Edizioni Mediterranee, 2001. ISBN 88-272-1418-6.
- Non prenda niente tre volte al giorno. Il lato comico dell'esperienza umana, con Antonio Di Stefano, Milano, Mondadori, 2002. ISBN 88-04-50016-6.
- Qui chiavi subito. Insegne, annunci, cognomi e strafalcioni tutti da ridere, con Antonio Di Stefano, Milano, Mondadori, 2006. ISBN 88-04-53597-0.
- L'occasione fa l'uomo ragno. Strafalcioni, cartelli, scritte sui muri e altri capolavori di umorismo involontario, con Antonio Di Stefano, Milano, Mondadori, 2007. ISBN 978-88-04-56832-2.
- La morte non esiste. La mia vita oltre i confini della vita, con Rita Coruzzi, Milano, Edizioni Piemme, 2012, ISBN 978-88-566-2569-1.

### Fumetti
- Peter Paper

## Spot pubblicitari
- Sao Cafè (1982-1985)